# Utah Phillips
Bruce Duncan « Utah » Phillips (né le 15 mai 1935 - mort le 28 mai 2008) est un chanteur, auteur-compositeur-interprète et guitariste folk américain. Pacifiste et anarchiste, il a été très engagé dans la défense des Industrial Workers of the World dont il était membre.

## Biographie
Bruce est le fils de Frances Kathleen Coates et Edwin Deroger Phillips à Cleveland dans l'État de l'Ohio, Phillips a suivi les cours de la East High School de Salt Lake City dans l'État de l'Utah. Son père était délégué syndical, et l'engagement de ses parents a toujours joué un rôle sur sa personnalité et son travail. Son père était adhérent au mouvement Industrial Workers of the World, les wobblies du quartier général de Chicago, à l'époque où Phillips voyageait suivant les voies ferrées et écrivait ses premières chansons.
Au début de 1956, il sert l'Armée de terre des États-Unis pendant trois ans, puis quitte les forces armées à la dévastation de la Corée de l'après-guerre, autre acte qui a grandement influencé sa manière de penser.

## Carrière
Juste après son service militaire, il revient à Salt Lake City, et se joint au Mouvement ouvrier catholique, rejoignant par là une mission d'hospitalité nommée d'après le militant Joe Hill,. Phillips y travaille huit années durant, puis se présente aux élections sénatoriales en tant que candidat du Peace and Freedom Party (1968). Il obtient 2,019 votes (0,5 %). Il représente également son propre parti, le Do-Nothing Party, lors des élections de 1976.
Émule du vocaliste country T. Texas Tyler, il prend le pseudonyme de U. Utah Phillips en sa mémoire.
Utah Phillips fait la rencontre de la chanteuse folk Rosalie Sorrels au début de la décennie de 1950, et il s'ensuit une amitié très proche, Rosalie fut la première chanteuse à chanter les chansons écrites par Utah Phillips. Utah quitte l'Utah dans la décennie suivante et s'établit à Saratoga Springs, où il se lie d'amitié avec les habitués du Caffé Lena, où il se représente en concert plusieurs fois.
Fier membre du Industrial Workers of the World (IWW or Wobblies) à son tour, Phillips est toujours resté anarchiste chrétien et pacifiste, iconoclaste et artiste, popularisant le gospel Wobbly en faveur des mouvements qu'il soutenait : ses classiques s'intitulent Hallelujah, I'm a Bum, The Preacher and the Slave, Bread and Roses, etc.

Good Though!, son premier album, connut le succès de ses chansons les plus connues.
En 1991, Utah Phillips enregistre en une prise un album de poèmes, de chansons et nouvelles racontées intitulé I've Got To Know inspirés par sa colère contre la guerre du Golfe. Mentor de Kate Wolf, il sort un album, The Long Memory (1996) en collaboration avec Rosalie Sorrels, qui devait à l’origine être un projet d'études scolaires, Worker's Doxology  pour le Cold-drill Magazine, magazine universitaire. Sa protégée et duettiste Ani DiFranco, enregistra deux albums : The Past Didn't Go Anywhere en 1996 et Fellow Workers en 1999. Il fut nommé pour un Grammy Award pour ses réalisations avec  DiFranco, sa chanson Green Rolling Hills devient un hit lors de sa reprise par Emmylou Harris.
Utah Phillips, pour gagner sa vie, fut archiviste, fit la lessive, et fut responsable d’entrepôt. Il fut également membre d’organisations socio-politiques, soutenant des mouvements de combats pour les forces ouvrières. Son engagement militant lui vaut de faire partie d'unions syndicalistes : de fonderie à mineur, des métallurgistes aux musiciens, tous le reconnaissent comme un modèle de solidarité avec les démunis ; il est fait membre honoraire d'une communauté de Sans domicile fixes appelée Dignity Village. Son pacifisme le fit adhérer au Vétérans pour la Paix et au Centre de La Paix du Comté de Nevada.

## Vie privée
Il s’intéresse en amateur à la chimie, la poésie, la culture mormone, la cuisine, l'histoire, l'égyptologie; la linguistique ; l'alphabet runique. Grand raconteur, Utah Phillips fut animateur de sa propre émission en radio Loafer's Glory: The Hobo Jungle of the Mind, jusqu'à la perte de ses financements, qui força la radio associative à fermer.
Il a épousé Joanna Robinson à Nevada City le 31 juillet 1989.

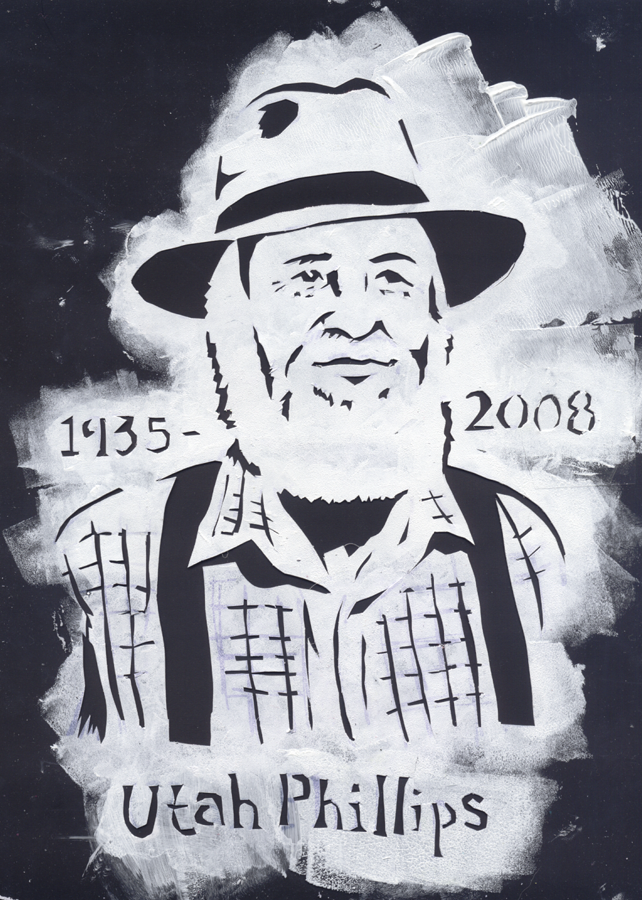
Acetate Stencil commémorant la vie et la mort de Utah Phillips (1935-2008).

Phillips a vécu vingt-et-une années à Nevada City, travaillant là dans un refuge pour démunis and the Peace and Justice Center.
En août 2007, Utah Phillips annonce une opération pour un cathéter : il ne pourra à l'avenir plus assurer aucun concert,. Cinq mois plus, tard, il refuse une transplantation cardiaque (janvier 2008). Utah Phillips est décédé à la suite de complications cardiaques à l'âge de 73 ans quelques mois plus tard, laissant derrière lui son épouse, ses deux fils Duncan et Brendan, et une fille, Morrigan. Les funérailles se tinrent le 1er juin 2008 dans le Parc Pioneer, à Nevada City, officiées par le pasteur Meghan Cefalu, pasteur unitarien.

## Discographie
| Albums studio - 1992 I've Got to Know - 1996 The Long Memory - 1996 The Past Didn't Go Anywhere - 1999 Fellow Workers - 1997 Heart Songs - 1997 Loafer's Glory - 1999 The Moscow Hold - 2005 Starlight on the Rails | Autres - 1974 Good Though! - 1975 El Capitan - 1983 We Have Fed You All a Thousand Years - 1985 Don't Mourn– Organize - 1992 Rebel Voices - 1997 Legends of Folk - 1997 The Telling Takes Me Home - 2000 Making Speech Free - 2001 The Rose Tattoo |

## Notices
- Centre International de Recherches sur l'Anarchisme (Lausanne) : notice.